# Santuario della Madonna dei Miracoli (Cantù)
Il Santuario della Madonna dei Miracoli, chiamata anche "Chiesa della Beata Vergine dei Miracoli", è un luogo di culto cattolico di Cantù, edificato per ricordare un evento miracoloso legato alla Vergine Maria. 

## Storia
Il santuario fu costruito tra il 1554 e 1555, sul luogo di una presunta apparizione mariana che sarebbe avvenuta al di fuori dell'antica porta cittadina di Campo Rotondo, ove un pilastro ospitava un dipinto di una Madonna del latte popolarmente nota come "Santa Maria Bella".
La parte anteriore del santuario, crollata nell'ottobre del 1837, fu ricostruita su progetto dell'architetto Giacomo Moraglia e inaugurata nel 1863.

## Descrizione

### Esterni
Esternamente l'edificio si presenta con una facciata realizzata in cemento Portland tra il 1900 e il 1901 su disegno di Italo Zanini, secondo uno stile eclettico neoclassico-neobarocco. Al centro della parte superiore della facciata una nicchia, contenente una statua dell'Assunta, rivela la dedicazione mariana della chiesa.

### Interni
Internamente, la chiesa presenta una struttura a tre navate, ove quella centrale si chiude nel presbiterio, mentre le due laterali sono concluse da rispettive cappelle, una dedicata a Sant'Antonio e l'altra a Santa Teresa d'Avila.
L'altare maggiore del presbiterio ospita il dipinto della Madonna del latte, databile tra il '300 e la metà del '400. 
Le pareti e la cupola del presbiterio  sono coperte di decorazioni effettuate negli anni 1637-1638 da Giovanni Mauro della Rovere (detto il Fiammenghino), affreschi che erano già stati auspicati dal vescovo Carlo Borromeo, durante la visita pastorale dell'ottobre 1570. A Giovanni Stefano Danedi sono invece attribuite le pitture che ornano le pareti del coro, realizzate attorno al 1680. Gli affreschi della cupola, che si sviluppa a partire da una pianta rettangolare di circa 7 x 8 m, riportano una scena dell’Assunzione: un porticato ad anello si apre al cielo, ove troneggia la Madonna circondata da angeli musicanti e nuvole. Una serie di re biblici,10 profeti e sibille mescolate insieme a putti festanti ornano, in maniera alternata, gli otto scomparti del porticato e gli spazi della sottostante balaustra. Nell'arco tra il presbiterio e il coro è situato l'altare che ospita l'effige di Santa Maria Bella, realizzato nel 1852 in stile neoclassico su disegno di Pompeo Calvi. Sulla parete sinistra del presbiterio è affrescata una Visita dei Magi, mentre su quella di destra sono dipinte Le nozze di Cana. Il coro è ricoperto da una volta ornata da stucchi disposti a crociera, al centro della quale domina una raffigurazione del Padre Creatore affacciato ad angeli musicanti.
Il santuario conserva inoltre una Incoronazione della Vergine dipinta da Camillo Procaccini (1610), nonché una Apparizione di Cristo a Santa Teresa di Charles Grandon (1714).

## L'evento miracoloso
Secondo quanto tramandato dalla tradizione, nel maggio del 1543 una ragazzina di nome Angiolina della Cascina Novello si sarebbe recata sul luogo dove si trovava l'immagine mariana, per chiedere la cessazione della grave carestia che affliggeva l'area del canturino. In seguito alle preghiere la Madonna sarebbe apparsa alla giovinetta, annunciando la fine della calamità e invitandola a recarsi nei campi con gli abitanti del borgo per la mietitura di un abbondante raccolto. Un manoscritto del tempo ricorda molteplici fatti miracolosi avvenuti per intercessione della Vergine Maria, chiamata per questo Madonna dei Miracoli, in onore della quale fu edificato l'attuale santuario, consacrato nel 1555, dove è custodia l'icona miracolosa  raffigurante la Vergine, seduta su un trono ligneo tricuspidato di stile gotico, che allatta il Bambino con accanto due angeli musicanti.